# 孔皇后
孔皇后（こうこうごう、? - 934年）は、五代十国時代の後唐の閔帝李従厚の皇后。諡号は哀皇后（あいこうごう）。

## 生涯
父は後唐の枢密使の孔循（元は後梁の太祖朱晃の仮子の朱友譲の仮子）。孔循は安重誨と結託しながらも、密かに安重誨に嫉妬していた。明宗は安重誨の娘を皇子の李従厚と娶わせようとしたが、孔循が安重誨に「あなたは枢密使ですので、皇子との婚姻は政略結婚を疑われます」と異議を唱えた。安重誨は縁談を遠回しに断った。しかしその後、孔循は王淑妃（明宗の寵妃）に多額な賄賂を贈って、自分の娘の孔氏を李従厚に嫁がせた。安重誨は腹を立てた。
李従厚に嫁いだ孔氏は魯国夫人となり。男子を4人産んだ。閔帝が即位すると、孔氏は皇后に立てられたが、正式な儀式を行わないうちに、明宗の養子である李従珂（末帝）が鳳翔で挙兵した。閔帝は洛陽を脱出して衛州に逃れ、孔氏と息子らは洛陽に残った。末帝が即位すると、閔帝に殺害された子女ら（李重吉と李恵明）の仇討のため、孔氏と息子らは賜死とされた。
石敬瑭が後晋を建てた後、皇后として正式に認められ、「哀」の諡を贈られた。

## 男子
- 李重哲、他3人
いずれも末帝に賜死とされた。

## 伝記資料
- 『新五代史』
- 『旧五代史』
- 『資治通鑑』